# Schaumburské hrabství
Schaumburské hrabství či Hrabství Schaumburg (německy Grafschaft Schaumburg, přibližně do roku 1485 Schauenburg) je historické hrabství, státní útvar Svaté říše římské. Nacházel se v dnešní německé spolkové zemi Dolní Sasko. Jeho území víceméně odpovídalo dnešnímu zemskému okresu Schaumburg.

## Dějiny

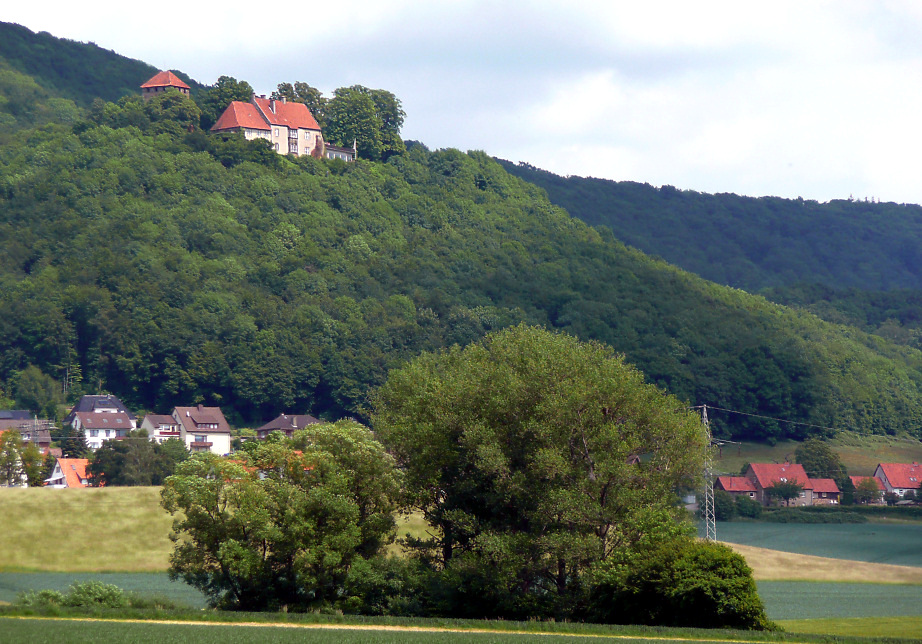
Hrad Schaumburg v roce 2009.

Rodový erb hrabat ze Schaumburgu tvoří kopřivový list

Erb zemského okresu Schaumburg.

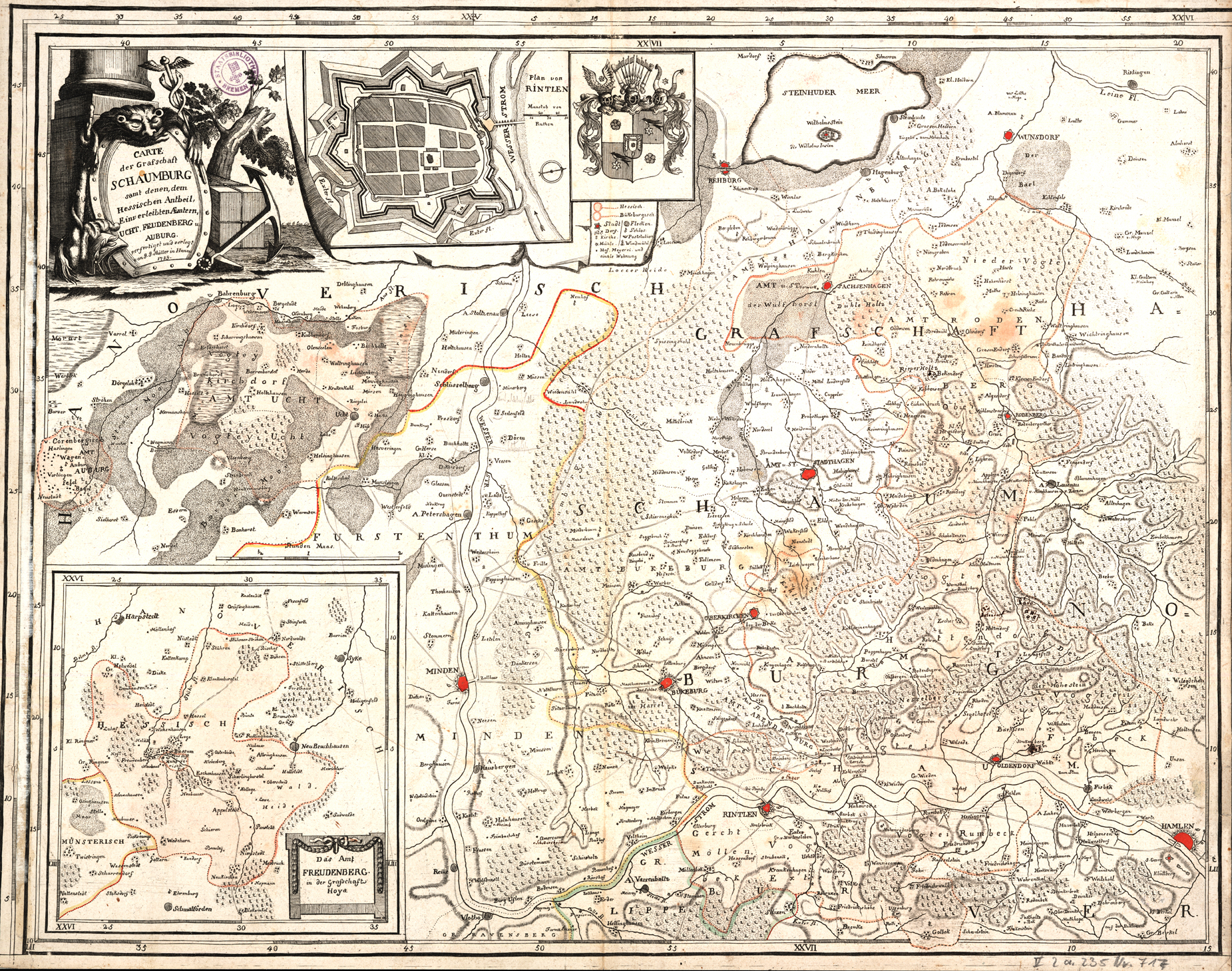
Historická mapa hrabství Schaumburg z roku 1789 – zobrazující Schaumburg-Lippe a hesenskou část.

Schaumburské hrabství vzniklo jako středověký útvar na počátku 12. století, pojmenovaný po hradu Schauenburg nedaleko Rintelnu na řece Vezeře. Majitelé panství se psali jako říkat páni (od roku 1295 hrabata) ze Schauenburgu. Prvním pánem ze Schauenburgu se v roce 1106 stal pravděpodobně Adolf I.
V roce 1110 udělil saský vévoda Lothar III. Adolfovi ze Schauenburgu v léno Holštýnsko a Stormarn, včetně Hamburku. Následně byl rod Schaumburg povýšen do hraběcího stavu v Holštýnsku a jeho větve Holstein-Itzehoe, Holstein-Kiel, Holstein-Pinneberg (do roku 1640), Holstein-Plön, Holstein-Segeberg a Holstein-Rendsburg (do roku 1460), přičemž posledně jmenovaná linie měla svého času také šlesvický vévodský titul.
Hrabě Adolf IV. byl aktivním panovníkem a založil města Stadthagen a Rinteln.
Od roku 1500 spadalo Schaumburské hrabství do Dolnorýnsko-vestfálského kraje Svaté říše římské.
Rod Schaumburgů vyhasl v roce 1640 smrtí bezdětného hraběte Oty V. Kraj Holstein-Pinneberg byl sloučen s Holštýnským vévodstvím. Vlastní hrabství Schaumburg bylo rozděleno mezi agnatické dědice Schaumburgu na tři části, z nichž jedna byla začleněna do Lüneburského knížectví v rámci Brunšvicko-lüneburského vévodství, přičemž jeho největší část se stala Knížectvím Schaumburg-Lippe a východní území neslo nadále název Schaumburské hrabství (Grafschaft Schaumburg hessischen Anteils / hesenská část Schaumburského hrabství), vládl v personální unii Hesensko-Kasselsko. I po pruské anexi Hannoverského království (nástupnický stát Brunšvicko-lüneburského vévodství) a Hesenského kurfiřtství (nástupce Hesenska-Kasselska) zůstala hesenská část exklávou provincie Hesenska-Nasavska a v roce 1932 byla převedena do Hannoverské provincie. Všechna tři území jsou nyní součástí spolkové země Dolní Sasko.
Když v roce 1977 ve středním Dolním Sasku vznikl zemský okres Schaumburg (Landkreis Schaumburg), byl jako znak použit základ ze starověkého erbu hrabat ze Schaumbergu.